# Arhynchobatidae
Arhynchobatidae là một họ thuộc bộ Cá đuối nằm trong liên bộ Cá đuối. Các nhà khoa học đã mô tả được ít nhất 104 loài, thuộc về 13 chi. Họ cá Arhynchobatidae từng được nhiều lần xếp chung với họ Rajidae, nhưng hầu hết các nhà sinh học hiện đại nhìn nhận chúng là một họ riêng biệt. Các cá thể thuộc họ Arhynchobatidae được phân biệt với họ Rajidae bởi chúng có mũi mềm và linh hoạt và mỏ của chúng có khả năng co lại ít hoặc nhiều hơn so với các loài thuộc họ Rajidae.

## Chi
Hiện có 13 chi được công nhận thuộc họ Arhynchobatidae:
- Arhynchobatis
- Atlantoraja
- Bathyraja
- Brochiraja
- Insentiraja
- Irolita
- Notoraja
- Pavoraja
- Psammobatis
- Pseudoraja
- Rhinoraja
- Rioraja
- Sympterygia

## Bảo tồn
Năm 2010, Hòa bình xanh thêm loài Atlantoraja castelnaui vào sách đỏ hải sản của tổ chức này. "Sách đỏ hải sản của tổ chức Hòa bình xanh Quốc tế là danh sách các loài cá được bán phổ biến ở các siêu thị trên thế giới, và có nguy cơ rất cao bị đánh bắt ở các ngư trường không bền vững."